# Selezione della città organizzatrice dei Giochi della XXXIII e della XXXIV Olimpiade
La selezione della città organizzatrice dei Giochi della XXXIII Olimpiade è iniziata nel 2015; tuttavia, dopo una serie di ritiri, il 12 luglio 2017 il Comitato Olimpico Internazionale ha deciso con voto unanime di autorizzare l'avvio di un accordo trilaterale con le città di Parigi e Los Angeles al fine di assegnare loro, rispettivamente, l'organizzazione dei Giochi del 2024 e del 2028, senza ricorrere alla consueta votazione. La decisione definitiva è stata ratificata il 13 settembre 2017, durante la 131ª sessione del CIO a Lima, in Perù.
Le città prescelte organizzeranno rispettivamente anche i XVII e i XVIII Giochi paralimpici estivi.

## Calendario
Il processo di candidatura è stato annunciato il 16 settembre 2015.
|   | Fase                                        | Date                            | Presentazione candidatura |
| - | ------------------------------------------- | ------------------------------- | ------------------------- |
| 1 | Visione, concetti e strategia               | 15 settembre 2015 – giugno 2016 | 17 febbraio 2016          |
| 2 | Governance, legale e finanziamenti          | giugno – dicembre 2016          | 7 ottobre 2016            |
| 3 | Games delivery, experience and venue legacy | dicembre 2016 – settembre 2017  | 3 febbraio 2017           |

## Città candidate

### Europa
- Parigi, Francia

La capitale francese ha presentato la propria candidatura. Parigi ha già ospitato i Giochi estivi nel 1900 e nel 1924.

### America
- Los Angeles, Stati Uniti d'America

La città ha già ospitato due edizioni delle Olimpiadi, nel 1932 e nel 1984. Il 1º settembre 2015, dopo il passo indietro di Boston, è stata ufficializzata la candidatura ad ospitare per la terza volta i Giochi.

## Candidature ritirate o non confermate

### Europa
- Budapest, Ungheria: il 22 febbraio 2017 la capitale ungherese annuncia il ritiro della candidatura.[5]
- Roma, Italia: la città, che aveva già ospitato i Giochi estivi del 1960 e si era candidata per le Olimpiadi del 2004, arrivando al secondo posto dietro Atene, era stata in seguito oggetto di un'ipotesi di candidatura per le Olimpiadi del 2020 che non ebbe l'avallo del governo Monti a causa della difficile situazione economica del Paese.[6] La candidatura per ospitare i Giochi del 2024 era stata quindi annunciata il 15 dicembre 2014 dal presidente del Consiglio Matteo Renzi e dal presidente del CONI Giovanni Malagò[7] e ufficializzata al CIO in data 11 settembre 2015.[8] Successivamente alle elezioni amministrative del 2016, la nuova sindaca Virginia Raggi dichiara di non ritenere le Olimpiadi una priorità rispetto ai problemi su servizi essenziali della città[9]. Il 21 settembre 2016 la sindaca annuncia in conferenza stampa il "no" definitivo alla candidatura alle Olimpiadi.[10] Il 29 settembre il consiglio comunale di Roma approva con 30 voti favorevoli e 12 contrari la mozione per bloccare la candidatura alle Olimpiadi ratificando la scelta della sindaca.[11] Nonostante la delibera del consiglio comunale, il 7 ottobre il CONI presenta comunque il dossier della seconda fase della candidatura[12] in accordo con i termini previsti, tenendo così ancora formalmente attiva la candidatura italiana fino all'11 ottobre, giorno in cui comunica ufficialmente l'interruzione del processo di candidatura.[13]
- Amburgo, Germania: candidatura[14] ritirata a seguito di un referendum popolare appositamente indetto nel quale il 51,6 % dei voti andò contro il progetto.[15]
- Madrid, Spagna: dopo i tre tentativi consecutivi falliti (Olimpiadi 2012, 2016, 2020), il sindaco della capitale spagnola, Ana Botella, annunciò che la città non si sarebbe candidata per i Giochi del 2024.[16]

### America
- Boston, Stati Uniti d'America: Dopo le due sconfitte subite per l'organizzazione delle Olimpiadi del 2012 (candidata New York) e del 2016 (candidata Chicago), il Comitato olimpico statunitense (USOC) decise di riprovarci e nel febbraio 2013 mandò una lettera ai sindaci delle 35 città principali della nazione invitandoli ad esprimere il loro interesse per l'organizzazione delle Olimpiadi 2024.[17][18] Dopo un processo durato sedici mesi, nel giugno 2014 l'USOC annunciò di aver ristretto la lista a quattro potenziali candidate: Boston, Los Angeles, San Francisco e Washington.[19] Nel gennaio 2015 l'USOC scelse Boston come città USA candidata per le Olimpiadi 2024[20] ma in luglio, prima che la candidatura fosse ufficializzata al CIO, Boston decise di rinunciare per l'elevato rischio di ricaduta dei costi sui cittadini.[21] L'USOC scelse quindi di candidare Los Angeles.